# Moschophore
Le Moschophore ou Moscophore (grec ancien : μοσχοφόρος porteur de veau), est une statue grecque archaïque, datée de 570/550 av. J.-C., conservée au musée de l'Acropole à Athènes. Elle représente un fidèle portant sur ses épaules un jeune veau destiné au sacrifice.
Cette œuvre se distingue de l’art habituel des « kouroi ».

## Découverte

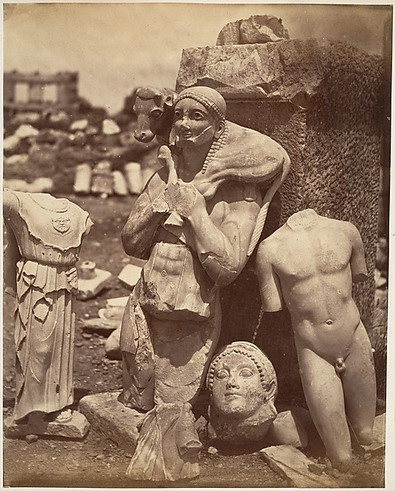
Le Moschophore, l'Athéna Angélètos et l'Éphèbe de Critios, lors de leur découverte en 1863 sur l'Acropole d'Athènes.

La statue fut mise au jour en 1863 lors des travaux de fondation de l'ancien musée de l'Acropole à Athènes. Sa base fut ensuite découverte en 1887. Elle était enfouie dans un niveau de gravats (le « Perserschutt ») qui correspond aux destructions de la seconde guerre médique et du pillage de l'Acropole en 480 av. J.-C. Avec elle ont été retrouvés de nombreux fragments, parmi lesquels l'Athéna Angélètos et l'Éphèbe de Critios.

## Description
La statue, qui mesure environ 97 cm dans son état actuel, a été complétée en partie avec des fragments retrouvés sur place. Elle est en marbre de l'Hymette sur une base en calcaire. Une estimation de son état d'origine lui donne une hauteur d'environ 1,65 m, soit légèrement inférieure à une représentation en grandeur nature. Elle figure un jeune homme portant sur ses épaules un veau destiné à un sacrifice. Elle provient probablement du premier Parthénon, déposée comme ex-voto. Le nom dédicatoire de Rhombos est gravé sur la base, dans une inscription de droite à gauche : « (Ρ)ΟΜΒΟΣ ΑΝΕΘΕΚΕΝ ΠΑΛΟΥ ΥΙΟΣ » (Rhombos, fils de Palos, l'a dédié). L'inscription sur ce socle informe que cette statue a été dédiée par quelqu'un du nom de Rhombos (peut-être Kombos ou Bombos ; le début du nom est manquant) à Athéna, la déesse de la sagesse. Cela suggère que le promoteur était un homme très aisé et un citoyen éminent de l'Attique qui a attribué sa propre ressemblance à Athéna. Il a un veau sur ses épaules qui représente l'offrande sacrificielle qu'il est sur le point de donner à la déesse. Le Moschophore n'est pas un kouros, car il porte la barbe.

## État
L'état de la statue est médiocre et cassé dans certaines zones. Les jambes sont manquantes sous les genoux. Les mains sont cassées. Les organes génitaux et la cuisse gauche se sont séparés de l'ensemble de la sculpture. La moitié inférieure du visage (la zone du menton) est ébréchée. Le pied avec un socle est connecté à la base. Le veau est bien conservé, tandis que les yeux du porteur sont absents. Le reste de la sculpture est en bon état.

## Étude stylistique
La statue est un bon exemple de la fin de la période de l'art archaïque en Grèce. La pose frontale est traitée dans un hiératisme qui rappelle la sculpture égyptienne. La jambe gauche est légèrement avancée, le corps est recouvert d'un fin linge, une chlamyde, et le visage arbore le sourire archaïque caractéristique. La statue est à rapprocher du Cavalier Rampin et montre une grande maîtrise de l'artiste qui commence à insuffler une certaine humanité à sa sculpture, annonçant les débuts de l'art classique sévère. Il a une barbe épaisse, symbole de l'âge adulte. Il porte une fine cape. La nudité de la sculpture est l'aspect principal de l'art car elle adhère aux conventions artistiques de l'époque. Le manteau, quant à lui, le dépeint comme un citoyen respectable et reconnu. En regardant sa forme et son style, cette sculpture est typique dans sa composition du début du VIe siècle av. J.-C. vers 570 av. J.-C.